# Легка атлетика на літніх Олімпійських іграх 2020 — біг на 1500 метрів (жінки)
Змагання з бігу на 1500 метрів серед жінок на літніх Олімпійських іграх 2020 у Токіо проходили 2, 4 та 6 серпня 2021 на Японському національному стадіоні.

## Напередодні старту
На початок змагань основні рекордні результати були такими:
| WR | Гензебе Дібаба Ефіопія | 3.50,07 | Монако | 17 липня 2015 |
| OR | Паула Іван Румунія     | 3.53,96 | Сеул   | 1 жовтня 1988 |
| WL | Фейт Кіп'єгон Кенія    | 3.51,07 | Монако | 9 липня 2021  |

## Результати

### Забіги

Забіги (відеозвіт)

Умови кваліфікації до наступного раунду: перші шестеро з кожного забігу (Q) та шестеро найшвидших за часом з тих, які посіли у забігах місця, починаючи з сьомого (q).
| Місце | Забіг | Атлетка                            | Час     | Примітки |
| ----- | ----- | ---------------------------------- | ------- | -------- |
| 1     | 3     | Фейт Кіп'єгон (KEN)                | 4.01,40 | Q        |
| 2     | 3     | Вінні Наньйондо (UGA)              | 4.02,24 | Q        |
| 3     | 3     | Лінден Голл (AUS)                  | 4.02,27 | Q        |
| 4     | 3     | Танака Нодзомі (JPN)               | 4.02,33 | Q NR     |
| 5     | 3     | Гезер Маклін (USA)                 | 4.02,40 | Q        |
| 6     | 3     | Кеті Сноуден (GBR)                 | 4.02,77 | Q PB     |
| 7     | 3     | Люсія Стаффорд (CAN)               | 4.03,52 | q PB     |
| 8     | 1     | Габрієла Дебюс-Стаффорд (CAN)      | 4.03,70 | Q        |
| 9     | 1     | Лора М'юр (GBR)                    | 4.03,89 | Q        |
| 10    | 1     | Вінні Чебет (KEN)                  | 4.03,93 | Q        |
| 11    | 1     | Сара Куйвісто (FIN)                | 4.04,10 | Q NR     |
| 12    | 1     | Фревейні Гебрізібехер (ETH)        | 4.04,12 | Q        |
| 13    | 1     | Крістійна Мякі (CZE)               | 4.04,55 | Q PB     |
| 14    | 1     | Марта Перес (ESP)                  | 4.04,76 | q PB     |
| 15    | 3     | Мартина Галант (POL)               | 4.05,03 | q PB     |
| 16    | 1     | Корі Енн Мак-Гі (USA)              | 4.05,15 | q        |
| 17    | 2     | Сіфан Гассан (NED)                 | 4.05,17 | Q        |
| 18    | 2     | Джессіка Галл (AUS)                | 4.05,28 | Q        |
| 19    | 2     | Елінор Пур'є Сент-П'єр (USA)       | 4.05,34 | Q        |
| 20    | 2     | Гая Саббатіні (ITA)                | 4.05,41 | Q        |
| 21    | 2     | Лемлем Хайлу (ETH)                 | 4.05,49 | Q        |
| 22    | 2     | Діана Мезуляникова (CZE)           | 4.05,49 | Q PB     |
| 23    | 1     | Елізе Вандерельст (BEL)            | 4.05,63 | q        |
| 24    | 3     | Катерина Гранц (GER)               | 4.06,22 | q SB     |
| 25    | 2     | Реві Волкотт-Нолан (GBR)           | 4.06,23 | PB       |
| 26    | 2     | Естер Герреро (ESP)                | 4.07,08 |          |
| 27    | 1     | К'яра Магієн (IRL)                 | 4.07,29 |          |
| 28    | 3     | Марта Пен Фрейташ (POR)            | 4.07,33 | q[a]     |
| 29    | 1     | Федеріка дель Буоно (ITA)          | 4.07,70 | SB       |
| 30    | 2     | Урабе Ран (JPN)                    | 4.07,90 | PB       |
| 31    | 2     | Наталія Готорн (CAN)               | 4.08,04 |          |
| 32    | 1     | Лаура Естер Гальван Родрігес (MEX) | 4.08,15 |          |
| 33    | 2     | Клаудія Міхаеля Бобоча (ROU)       | 4.09,19 |          |
| 34    | 3     | Сара Гілі (IRL)                    | 4.09,78 |          |
| 35    | 3     | Дірібе Велтеджі (ETH)              | 4.10,25 |          |
| 36    | 2     | Едіна Джебіток (KEN)               | 4.10,72 | q[b]     |
| 37    | 1     | Саломе Афонсу (POR)                | 4.10,80 |          |
| 38    | 1     | Джорджія Гріффіт (AUS)             | 4.14,43 | SB       |
| 39    | 1     | Ганна Кляйн (GER)                  | 4.14,83 |          |
| 40    | 2     | Аїша Прот-Лір (JAM)                | 4.15,31 |          |
| 41    | 3     | Сімона Врзалова (CZE)              | 4.19,46 |          |
| 42    | 2     | Анджеліна Надай Логаліт (ROT)      | 4.31,65 | PB       |
| 43    | 2     | Марія Пія Фернандес (URU)          | 4.59,56 |          |
|       | 3     | Зухра Алі Мохамед (DJI)            | DNF     |          |
|       | 3     | Рабабе Арафі (MAR)                 | DNF     |          |

a  Марта Пен Фрейташ, внаслідок зіткнення з Рабабе Арафі, яка зійшла з дистанції, не змогла показати не змогла показати час, який би дозволив їй потрапити до півфіналу. На підставі поданої апеляції, рішенням апеляційного журі їй було надано право виступати у півфінальному забігу.

b  Едіна Джебіток, внаслідок ненавмисного падіння, не змогла показати час, який би дозволив їй потрапити до півфіналу. Незважаючи на це, рішенням суддівської колегії їй було надано право вистапати у півфінальному забігу.

### Півфінали

Півфінальний забіг #1 (відеозвіт)

Півфінальний забіг #2 (відеозвіт)

Умови кваліфікації до наступного раунду: перші п'ятеро з кожного забігу (Q) та двоє найшвидших за часом з тих, які посіли у забігах місця, починаючи з шостого (q).
| Місце | Забіг | Атлетка                       | Час     | Примітки |
| ----- | ----- | ----------------------------- | ------- | -------- |
| 1     | 1     | Фейт Кіп'єгон (KEN)           | 3.56,80 | Q        |
| 2     | 1     | Фревейні Гебрізібехер (ETH)   | 3.57,54 | Q        |
| 3     | 1     | Габрієла Дебюс-Стаффорд (CAN) | 3.58,28 | Q SB     |
| 4     | 1     | Джессіка Галл (AUS)           | 3.58,81 | Q AR     |
| 5     | 1     | Танака Нодзомі (JPN)          | 3.59,19 | Q NR     |
| 6     | 2     | Сіфан Гассан (NED)            | 4.00,23 | Q        |
| 7     | 2     | Лора М'юр (GBR)               | 4.00,73 | Q        |
| 8     | 1     | Елінор Пур'є Сент-П'єр (USA)  | 4.01,00 | q        |
| 9     | 1     | Крістійна Мякі (CZE)          | 4.01,23 | q NR     |
| 10    | 2     | Лінден Голл (AUS)             | 4.01,37 | Q        |
| 11    | 2     | Вінні Наньйондо (UGA)         | 4.01,64 | Q        |
| 12    | 2     | Марта Перес (ESP)             | 4.01,69 | Q PB     |
| 13    | 2     | Люсія Стаффорд (CAN)          | 4.02,12 | PB       |
| 14    | 1     | Гая Саббатіні (ITA)           | 4.02,25 | PB       |
| 15    | 2     | Сара Куйвісто (FIN)           | 4.02,35 | NR       |
| 16    | 1     | Кеті Сноуден (GBR)            | 4.02,93 |          |
| 17    | 2     | Діана Мезуляникова (CZE)      | 4.03,70 | PB       |
| 18    | 2     | Лемлем Хайлу (ETH)            | 4.03,76 |          |
| 19    | 2     | Марта Пен Фрейташ (POR)       | 4.04,15 | SB       |
| 20    | 2     | Елізе Вандерельст (BEL)       | 4.04,86 |          |
| 21    | 2     | Гезер Маклін (USA)            | 4.05,33 |          |
| 22    | 2     | Едіна Джебіток (KEN)          | 4.05,56 |          |
| 23    | 1     | Мартина Галант (POL)          | 4.06,01 | PB       |
| 24    | 1     | Корі Енн Мак-Гі (USA)         | 4.10,39 | q[a]     |
| 25    | 1     | Катерина Гранц (GER)          | 4.10,93 |          |
| 26    | 1     | Вінні Чебет (KEN)             | 4.11,62 |          |

a  Корі Енн Мак-Гі, внаслідок ненавмисного падіння, не змогла показати час, який би дозволив їй потрапити до фіналу. Вона подала протест, аргументуючи його тим, що її штовхнула інша учасниця забігу, і рішенням суддівської колегії їй було надано право вистапати у фінальному забігу.

### Фінал

Фінальний забіг (повна трансляція)

У фіналі Фейт Кіп'єгон вдруге після Ігор-2016 здобула звання олімпійської чемпіонки на цій дистанції.
| Місце | Атлетка                       | Час     | Примітки |
| ----- | ----------------------------- | ------- | -------- |
| 1     | Фейт Кіп'єгон (KEN)           | 3.53,11 | OR       |
| 2     | Лора М'юр (GBR)               | 3.54,50 | NR       |
| 3     | Сіфан Гассан (NED)            | 3.55,86 |          |
| 4     | Фревейні Гебрізібехер (ETH)   | 3.57,60 |          |
| 5     | Габрієла Дебюс-Стаффорд (CAN) | 3.58,93 |          |
| 6     | Лінден Голл (AUS)             | 3.59,01 | PB       |
| 7     | Вінні Наньйондо (UGA)         | 3.59,80 | SB       |
| 8     | Танака Нодзомі (JPN)          | 3.59,95 |          |
| 9     | Марта Перес (ESP)             | 4.00,12 | PB       |
| 10    | Елінор Пур'є Сент-П'єр (USA)  | 4.01,75 |          |
| 11    | Джессіка Галл (AUS)           | 4.02,63 |          |
| 12    | Корі Енн Мак-Гі (USA)         | 4.05,50 |          |
| 13    | Крістійна Мякі (CZE)          | 4.11,76 |          |